# Poświętne (gmina w województwie podlaskim)
Poświętne – gmina wiejska w województwie podlaskim, w powiecie białostockim. W latach 1975–1998 gmina położona była w województwie białostockim.
Siedziba gminy to Poświętne.
Według danych z 30 czerwca 2012 gminę zamieszkiwało 3680 osób.

## Położenie
Gmina Poświętne leży w południowo-zachodniej części województwa podlaskiego i graniczy od północy z gminą Łapy, od północnego wschodu z gminą Suraż, od wschodu i południowego wschodu z gminą Wyszki, od południa z gminą Brańsk, od zachodu i południowego zachodu z gminą Nowe Piekuty, a od północnego zachodu z gminą Sokoły.
Geograficznie gmina położona jest w obrębie trzech mezoregionów wchodzących w skład makroregionu Niziny Północnopodlaskiej, są nimi:
- Równina Bielska, występująca na południe od linii Liza Nowa – Liza Stara – Pietkowo,
- Wysoczyzna Wysokomazowiecka – zajmująca pozostałą część gminy,
- Dolina Górnej Narwi – zajmująca niewielki skrawek na północ od Ostrowa[5].

## Struktura powierzchni
Według danych z roku 2002 gmina Poświętne ma obszar 114,33 km², w tym:
- użytki rolne: 63%
- użytki leśne: 29%

Gmina stanowi 3,83% powierzchni powiatu.

## Historia
Historia gminy Poświętne jest nierozerwalnie związana z historią Podlasia. Nazwa „Podlasie” jest nazwą topograficzną, która była związana z sytuacją geopolityczną. Dotyczyła także położenia tej krainy pod Lachami (Podlachia, Podlasze). Pierwotnie znajdowała się ona w środku krain polskich i była wschodnią częścią Mazowsza, położoną w kącie zbiegu trzech działów wodnych: Wisły, Niemna i Prypeci. Na jej obszar składają się dorzecza Narwi, Leśnej, Dmuchawca, środkowego Bugu, Krzny i Nurca. U zarania istnienia państwa polskiego obszar gminy był typową krainą graniczną, położoną na skrzyżowaniu ważnych dróg międzynarodowych. Na jej terenie przenikały się i ścierały wpływy polskie (mazowieckie), ruskie, jaćwieskie i krzyżackie, a później litewskie. Z powodu takiego położenia toczyły się tu nieustanne walki, ludność dziesiątkowały zarazy i wojny, a ziemie uprawne porastały lasy. Zakończony w XV wieku proces tworzenia granicy między Wielkim Księstwem Litewskim i Mazowszem wprowadził względny spokój w regionie. Tym samym rozpoczął się intensywny rozwój gospodarki rolnej i osadnictwa.
Teren województwa podlaskiego wiele razy zmieniał przynależność państwową na przestrzeni wieków. Po pokoju toruńskim w 1411 roku nastąpiło ustanowienie granicy z państwem krzyżackim i uporządkowanie administracyjne tego obszaru. Od 1413 roku obszary wschodnie omawianego województwa wchodziły w skład województwa trockiego. W 1513 roku z tego wielkiego województwa trockiego wydzielono województwo podlaskie wchodzące wówczas w skład Wielkiego Księstwa Litewskiego, obejmując swymi granicami ziemię drohicką z Brześciem, Mielnikiem i Bielskiem, fragment ziem pojaćwieskich z Rajgrodem, część ziem wschodniego Mazowsza z Tykocinem i Goniądzem oraz dawną ziemię brzeską z Brześciem Litewskim, Kobryniem i Kamieńcem.
W historię Podlasia wpisane są też dzieje obecnego powiatu białostockiego, w którego granicach administracyjnych leży gmina Poświętne. Najstarsze dzieje terenów powiatu białostockiego nie są dokładnie znane. Od około 650 roku p.n.e. do początków naszej ery ziemie te zasiedlali Bałtowie, którzy z czasem zostali wyparci przez ludność prasłowiańską. Wiadomo jednak, że na terenie gminy Poświętne ludzie pojawili się w późnej epoce kamiennej, o czym świadczą liczne znaleziska archeologiczne rozpoznane w dolinie rzeki Lizy oraz w bezpośrednim sąsiedztwie doliny zlewowej. W 1991 roku odkryto w Starych Grochach cmentarzysko kurhanowe z epoki brązu, które wskazuje na dobrze rozwijającą się sieć osadniczą kultury wielbarskiej. Mało rozpoznany jest okres średniowiecza, jednak liczne ślady archeologiczne wskazują na utrzymujące się zasiedlenie doliny rzeki Lizy oraz stoków pagórków położonych w pobliżu mniejszych cieków wodnych. We wczesnym średniowieczu obszary położone w rejonie górnej Narwi pozostawały pod wpływem osadnictwa związanego z Rusią.
Od początku X wieku tereny powiatu białostockiego zaczęła zasiedlać nadwiślańska ludność mazowiecka. Jednak w wyniku wypraw jaćwiesko-litewskich oraz najazdów krzyżackich nastąpiło wyludnienie części jego obszaru. Podczas swoich rządów na Podlasiu książęta mazowieccy sprowadzali ludność z głębi swojej dzielnicy mazowieckiej (od Ciechanowa, Gostynia, Rawy, Wyszogrodu, Zakroczymia). Książęta litewscy także chętnie przyjmowali osadników mazowieckich.
W XVI wieku wzrosło tempo kolonizacji mazowieckiej, która opierała się głównie na drobnej szlachcie i sięgnęła puszcz podlaskich, powodując powstawanie osad drobnoszlacheckich, np. w Grochach szlachta herbu Luba, w Dzierżkach – herbu Nieczuje. Rozwój osadnictwa oraz przyrost naturalny spowodowały powstawanie nowych wsi tzw. przysiółków. Proces ten najbardziej uwidocznił się w nazwach. Nowe wsie otrzymywały, obok nazwy wspólnej ze starą wsią, nazwę drugą, np.: Brzozowo Antonie – Chabdy, Chrzczonki, Korabie. Pierwszy człon złożonej nazwy pochodzi od nazwiska rodu, drugi stanowi określenie gałęzi rodu, która daną wieś zasiedliła. W XVI wieku rody drobnoszlacheckie przyjęły nazwiska zakończone na –ski od nazwy wsi, np.: Brzozowski, Gąsowski, Grochowski. Jednak część rodów pozostawała przy swoich średniowiecznych nazwiskach (Kulesza, Konopna, Tyszka). Do dzisiaj występują w tym regionie niespotykane na innych terenach Polski tzw. wsie gniazdowe, które charakteryzują się wspólnymi nazwami i w większości jednakowymi nazwiskami mieszkańców.
Na ten okres datuje się także powstanie miejscowości Poświętne, która pierwotnie nosiła nazwę Wielkogrzeby (lub Wielkogrzewy) i powstała prawdopodobnie przed 1486 rokiem. W tym właśnie roku nastąpiło bardzo ważne dla tych okolic wydarzenie natury religijnej, ponieważ grunt tejże wsi został darowany jako uposażenie powstałej tu filii parafii suraskiej. Pierwszymi darczyńcami mieli być Brzozowscy i Dzierżkowie, tutejsi drobnoszlacheccy ziemianie. W ciągu lat 1486–1501 zmiana nazwy musiała mieć jakieś uzasadnienie. Możliwe, że wywodziła się ona od faktu przejmowania dóbr kościelnych przez ludzi świeckich (sekularyzacja) – stąd nazwa Święte i Po-świątne. Innym wytłumaczeniem może być też fakt poświęcenia ziemi pod nowy kościół w Wielkogrzebach. Różnorodne źródła, wzmiankujące istnienie miejscowości Poświętne, nie pozwalają na dokładne określenie roku, w którym po raz pierwszy pojawiła się jej nazwa, jaką znamy obecnie. Jedyny taki fakt istnieje przy wykazie uposażenia probostwa suraskiego z 1575 roku, gdzie po raz pierwszy widać znaną nam współcześnie nazwę Poświętne. O istnieniu nazwy Poświętne może świadczyć także fakt, że już w regestrze poborowym sporządzonym w 1580 roku przez poborcę Beniasza Jabłrzka Wysseńskiego spotykamy nazwę Poświąthne Gołębie. Poza tym w spisie podatku pogłównego z lat 1662 – 1676 istnieje parę wybranych rodzin pochodzących z parafii Poświątne, np.: Brzozowscy, Gołębiewscy, Grochowscy, zaś we fragmencie księgi chrztów z parafii Pietkowo z lat 1689–1720 są wyraźnie widoczne miejscowości filii poświęcieńskiej: Grochy, Brzozowo-Chrzczony, Gołębie, Wilkowo, Solniki. Społeczność gminy w dużej mierze stanowiła szlachta zaściankowa, chłopi i robotnicy dworscy. W okresie tym szybko rozwijała się gospodarka folwarczna, utworzono duże folwarki w Wilkowie, Marynkach, Turku i Chomiźnie.
1 stycznia 1925 z części gminy Poświętne (osada Łapy oraz wsie Łapy-Barwiki, Łapy-Leśniki, Łapy-Bociany, Łapy-Wity, Łapy-Goździki i Łapy-Zięciuki) utworzono miasto Łapy.
Wójtowie po 1990 roku
1. Stanislaw Milewski 1990-1993
2. Witold Łapiński 1993-2024
3. Mariusz Gołaszewski 2024-

## Demografia

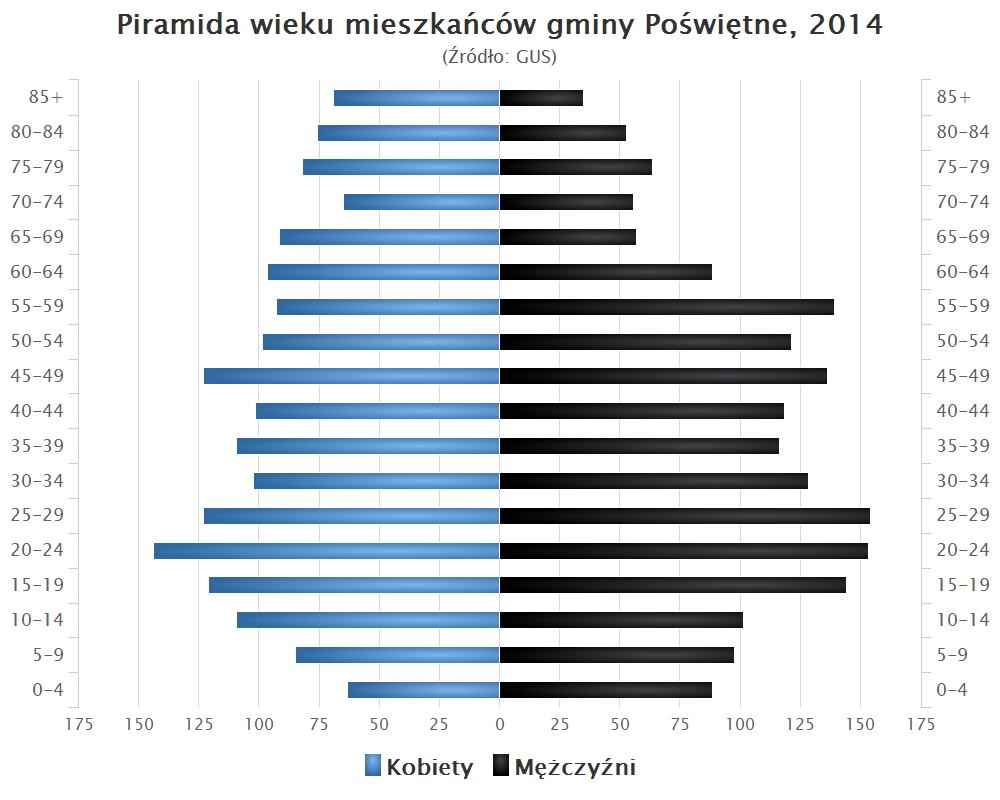
Piramida wieku mieszkańców gminy Poświętne w 2014 roku

Dane z 30 czerwca 2012:
| Opis                              | Ogółem | Ogółem | Kobiety | Kobiety | Mężczyźni | Mężczyźni |
| --------------------------------- | ------ | ------ | ------- | ------- | --------- | --------- |
| jednostka                         | osób   | %      | osób    | %       | osób      | %         |
| populacja                         | 3680   | 100    | 1805    | 49,05   | 1875      | 50,95     |
| gęstość zaludnienia (mieszk./km²) | 32,19  | 32,19  | 15,79   | 15,79   | 16,40     | 16,40     |

## Sołectwa
Brzozowo-Antonie, Brzozowo-Chabdy, Brzozowo-Chrzczonki, Brzozowo-Chrzczony, Brzozowo-Korabie, Brzozowo-Muzyły, Brzozowo-Panki, Brzozowo-Solniki, Brzozowo Stare, Chomizna, Dzierżki, Dzierżki-Ząbki,
Gabrysin, Gołębie, Grochy, Józefin, Kamińskie Jaski, Kamińskie Ocioski, (Kamińskie Wiktory i Kamińskie Pliszki), Liza Nowa, Liza Stara, Łukawica, Marynki, Pietkowo, Pietkowo Drugie, Porośl-Głuchy, Porośl-Wojsławy, Poświętne, Turek, Wilkowo Nowe, Wilkowo Stare, Wołkuny, Zdrody Nowe, Zdrody Stare.

## Sąsiednie gminy
Brańsk, Łapy, Nowe Piekuty, Sokoły, Suraż, Wyszki.